# Tyler Boyd (giocatore di football americano)
Tyler Alexander Boyd (Clairton, 15 novembre 1994) è un giocatore di football americano statunitense che milita nel ruolo di wide receiver per i Tennessee Titans della National Football League (NFL).

## Carriera

### Cincinnati Bengals
Al college, Boyd giocò a football con i Pittsburgh Panthers dal 2013 al 2015. Fu scelto nel corso del secondo giro (55º assoluto) del Draft NFL 2016 dai Cincinnati Bengals. La sua prima stagione si chiuse con 54 ricezioni per 603 yard e un touchdown.
Il 13 febbraio 2022 Boyd partì come titolare nel Super Bowl LVI ma i Bengals furono sconfitti dai Los Angeles Rams per 23-20.

### Tennessee Titans
Il 13 maggio 2024 Boyd firmò un contratto di un anno con i Tennessee Titans.

## Palmarès
- American Football Conference Championship: 1

Cincinnati Bengals: 2021